# いずみ書房
いずみ書房株式会社（いずみしょぼう）は、東京都三鷹市井の頭に本社を置く、幼児・子供向けの知育・英語教材を制作・販売する日本の出版社。

## 沿革
- 1974年8月  東京都文京区にて創業。
- 1980年1月  東京都三鷹市下連雀に本社移転。
- 1986年5月  埼玉県志木市に流通センターを建設
- 1992年12月 三鷹市井の頭に新社屋建設。本社移転。
- 1998年9月  山梨県高根町（現・北杜市）に南清里倉庫建設。

## 事業
創業以来、幼児から子供（主に未就学児）を対象とした知育開発・英語教材の出版及び販売を行っている。「家庭学習システム セサミえいごワールド」の発売元でもある。幼児向け知育・英語の通信販売カタログ「Chaoone！ちゃお～ね」を年3回発行。
2007年からは、英語子育てで知られる「ヘンリーおじさんのサイト（ヘンリーおじさん.COM）」を運営。「ヘンリーおじさんの音の出るメルマガ」の発行元。